# Девід Саммартіно
Девід Лугого Саммартіно (народився 29 вересня 1960 року) - американський особистий тренер і професійний реслер на пенсії. Він є сином колишнього Чемпіона Світу у важкій вазі WWWF/WWF Бруно Саммартіно.

## Професійна кар'єра реслера

### Початок кар'єри
Бруно був проти того, щоб Девід займався професійним реслінгом, оскільки не хотів, щоб син пережив ті жахи, через які йому довелося пройти, коли починав сам. Він хотів, щоб Девід здобув освіту в коледжі та обрав іншу кар'єру. Не послухавшись поради батька, Девід попрямував на південь і почав тренуватися та виступати в кількох невеликих незалежних компаніях, дебютувавши у 1980 році у віці 20 років. У 1981 році Саммартіно виступав у Georgia Championship Wrestling. Протягом 1981 року Саммартіно продовжив справу свого батька, на якій той зупинився роком раніше, ворогуючи з колишнім протеже Бруно, Ларрі Збишко, на незалежних реслінг-сценах.

### Світова Федерація Реслінгу (WWF) (1984–1985)
Саммартіно приєднався до Всесвітньої Федерації Рестлінгу (WWF) у вересні 1984 року, а його батько став його менеджером. Він отримав велике просування, виступаючи в команді з батьком, а також в одиночних поєдинках. Він з'явився на інавгураційному шоу Реслманія I в Медісон-сквер-гарден в Нью-Йорку, штат Нью-Йорк, 31 березня 1985 року. У супроводі Бруно Саммартіно боровся з Брутусом Біфкейком у четвертому матчі вечора. Двобій закінчився подвійною дискваліфікацією після того, як Біфкейк викинув Саммартіно з рингу і того атакував менеджер Брутуса Джонні Веліант, що спровокувало Бруно на напад на Веліанта. Це призвело до серії командних матчів, які повернули Бруно з реслінгової пенсії задля просування кар'єри Девіда. Коли Бруно брав участь у шоу, Девід часто виступав у головних подіях або в матчах високого рівня; коли Бруно не брав участі, Девід проводив звичайні поєдинки.
В одному зі своїх останніх виступів у WWF, Саммартіно був залучений до суперечливої кінцівки на "Філадельфія Спектрум" 22 листопада 1985 року, швидко здавшись від ведмежих обіймів (англ. Bear Hug) аутсайдера Рона Шоу.

### Різні промоушени
У 1986 році Саммартіно покинув WWF і приєднався до Американської Асоціації Реслінгу (AWA). Він провів три титульні поєдинки проти Чемпіона Світу AWA Стена Хансена. 4 лютого 1986 року в Солт-Лейк-Сіті, штат Юта, Саммартіно невдало кинув виклик Гансену за чемпіонство.
Саммартіно покинув AWA всього через кілька місяців і повернувся до WWF, де його знову використовували як лоукард рестлера. Другий забіг у WWF для Саммартіно закінчився в 1988 році, коли його звільнили після того, як він був заарештований за удар фаната, який плюнув у нього в Уотертауні, штат Нью-Йорк.
У 1990 році Саммартіно почав виступати за Всесвітню Федерацію Реслінгу (UWF) Герба Абрамса в Каліфорнії. Девід також змагався у All Japan Pro Wrestling (AJPW) у 1988 році, перш ніж покинув компанію в 1990 році. В AJPW Саммартіно час від часу виступав у команді з Джо Маленко.
Саммартіно повернувся до реслінгу в 1995 році і виступав за NWA Нью-Джерсі, де двічі безуспішно змагався з Томмі Каїром за титул Чемпіона Північної Америки NWA. Незабаром після цього Саммартіно покинув промоушен.
Самартіно знову з'явився в 1996 році в World Championship Wrestling (WCW), виступаючи в дивизіоні напівтяжів промоушена. Самартіно був використаний лише в двох матчах в WCW. 16 грудня 1996 року в епізоді WCW Monday Nitro, Самартіно кинув виклик Діну Маленко за титул Чемпіона WCW у напівтяжкій вазі, але зазнав поразки. Інший матч був темним (англ. Dark Match), в якому він переміг учасника реслера лоукарду, Рекса Кінга.
У 2000 році Саммартіно переміг Джиммі Сісеро і виграв Чемпіонство у важкій вазі Федерації Реслінгу штату Нью-Йорк  в Нью-Рошель, штат Нью-Йорк.
У 2010 році Саммартіно виступив на заході Міжнародного Картелю Реслінгу (IWC) під назвою "Ніч Легенд IWC", перемігши колишнього опонента Ларрі Збишко. У червні 2010 року Саммартіно разом зі Збишко переміг Френка Сталлетто та Лу Марконі на фестивалі Deaf Wrestlefest 2010.

## Особисте життя
Саммартіно завершив кар'єру реслера і з 1996 року працював персональним тренером. У нього були напружені стосунки з батьком, Бруно.

## Чемпіонства та досягнення
- North American Wrestling
  - NAW Чемпіонство у важкій вазі (1 раз)[1]

- Pro Wrestling Illustrated
  - PWI Новачок Року (1981)
  - PWI Кращі одиночні реслери 2003 (480 місце)[2]
- Southern Championship Wrestling
  - SCW Чемпіонство у важкій вазі (1 раз)[1]